# 梵天 (お笑いコンビ)
梵天（ぼんてん）は、薪子としおたむの姉妹からなる日本のお笑いコンビ。沖縄県うるま市出身。太田プロダクション所属。

## メンバー
薪子（まきこ、1994年（平成6年）7月20日 - （30歳））
ツッコミ・ネタ作り担当。
琉球大学卒業。
新聞記者/ライター業をしていた経験がある。有名人、スポーツ選手、政治家などの取材経験あり。
趣味はアニメ鑑賞。
特技は飲酒、タロット占い、記事を書くこと。

しおたむ（1996年（平成8年）11月23日 - （27歳））
ボケ・X更新担当。
関西学院大学卒業。
しおたむという名前は、ギャルっぽい感じにしようと思って付けたとのこと。
普通自動車二種免許所持。養成所に入る前はシステムエンジニアとして勤務。養成所時代にタクシードライバーとして働いていたが数ヶ月で辞め、芸人のみでやっていくことを決意。
趣味はライブ鑑賞、裁判傍聴、漫画。
特技は三線、利きタバコ。
既婚者。芸人デビュー直前に結婚した。

## 概要
- 父親は公務員。4人きょうだいであり、2人の上に兄、下に弟がいる。薪子が第2子、しおたむが第3子[1]。親は2人が姉妹で芸人になることに抵抗があったようで、本人たちは「芸人になった途端に娘がいないことになって、兄と弟しかいないことになっている」と話している[1]。
- 共にうるま市立宮森小学校、沖縄県立球陽高等学校に在学[5]。高校卒業後は上記のようにそれぞれ大学へ進学[5]。
- 結成のきっかけはしおたむの借金[3]。しおたむは「お姉ちゃんとやったら芸人として売れるかも」と直感し、薪子を誘って「売れたら借金が返せる」などと説得を続けた[5]。
- 太田プロエンターテイメントカレッジ東京校芸人コース19期生。2021年入学、2022年3月卒業。
- 2022年に『女芸人No.1決定戦 THE W』にて準決勝[6]、翌2023年に初の決勝進出[7]。M-1グランプリ2023では3回戦進出[8]。
- 些細なこと（しおたむの寝坊、薪子のネタ飛ばしなど）で喧嘩が絶えないものの大元の要因は大体空腹であるため、2人でご飯を食べてケロッと仲直りすることが多い。たまに芸人仲間に仲裁へ入ってもらうこともある[9]。
- 「しっかり者の姉」と「だらしない妹」という関係性を活かした漫才を主に演じる[10]。ネタ中に「どっちも父親似です」「親の遺産相続で揉めるぞ」といった姉妹ならではの小ネタを挟むことがある。
- 事務所に太田プロを選んだのは養成所の入学金が安かったことと、薪子がアルコ&ピースのファンだったから[3]。コンビ名は『東京卍リベンジャーズ』に登場する組織名が由来[10]。

## 賞レース戦績

### M-1グランプリ
| 年度   | 結果      | エントリー No. | 会場                   | 日程     |
| ------ | --------- | -------------- | ---------------------- | -------- |
| 2022年 | 2回戦進出 | 3623           | 雷5656会館ときわホール | 10月18日 |
| 2023年 | 3回戦進出 | 4398           | KANDA SQUARE HALL      | 11月8日  |
| 2024年 | 2回戦進出 | 3262           | 雷5656会館ときわホール | 10月19日 |

### その他
- 2022年 THE W 準決勝進出[6]
- 2023年 THE W 決勝進出（1stステージ敗退）[7]
- 2024年 UNDER5 AWARD2024 準決勝進出[11]
- 2024年 THE W 準決勝進出[12]
- 2025年 UNDER5 AWARD2025 準決勝進出